# Ilmenau
Ilmenau je sveučilišni grad u pokrajini Tiringiji, u centralnom dijelu Njemačke. Najveći je grad okruga Ilm-Kreis. Grad ima oko 27.000 stanovnika te oko 7.000 studenata u studentskim domovima.
Prvi spomen grada datira iz 1273. godine. Johann Wolfgang von Goethe je posjetio grad 28 puta.

## Geografija

### Upravna podjela
Ilmenau se naslanja na sljedeće općine koje su sve u okrugu Ilm: Neusiß, Plaue i Wipfratal na sjeveru, Wolfsberg i Langewiesen na istoku, Stützerbach, Schmiedefeld am Rennsteig i Gehlberg na jugu kao i Elgersburg i Martinroda na zapadu.
Postoji pet sela koja su uključena u općinske četvrti Ilmenau: Heyda (uključena 1994.), Manebach (1994.), Oberpörlitz (1993.), Roda (1939.) i Unterpörlitz (1981.). U srpnju 2018. bivše općine Gehren, Langewiesen, Pennewitz i Wolfsberg spojene su s Ilmenauom. U siječnju 2019. bivše općine Frauenwald i Stützerbach također su spojene s Ilmenauom.

## Vanjske poveznice
- Službena stranica

### Ostali projekti
|  | Zajednički poslužitelj ima još gradiva o temi Ilmenau |